# Milan Hašek
Milan Hašek (4. října 1925 Praha – 14. listopadu 1984 tamtéž) byl český biolog, lékař a imunolog, v letech 1961–1970 ředitel Ústavu experimentální biologie a genetiky ČSAV.

## Život a dílo
Po maturitě na gymnáziu v Pardubicích studoval na Karlově univerzitě medicínu a zároveň biologii, kterou však musel opustit. Promoval na Lékařské fakultě UK v Praze, do roku 1961 pracoval v Biologickém ústavu ČSAV. Podílel se na založení Ústavu experimentální biologie a genetiky, jehož se stal prvním ředitelem. Od roku 1970 pracoval v Ústavu molekulární genetiky. Počátkem 50. let byl Hašek zastáncem mičurinské biologie, postupně však toto stanovisko opustil a věnoval se hlavně otázkám imunitních reakcí při transplantacích.
Roku 1953 objevil mechanismus získané imunologické snášenlivosti – fetální parabiózy vůči cizím tkáním, nezávisle na siru P. Medawarovi, který za to byl se spolupracovníky roku 1960 vyznamenán Nobelovou cenou. Hašek propojil krevní oběhy dvou slepičích zárodků a zjistil, že vylíhlá kuřata se imunologicky snášela. Později se Hašek zabýval transplantační a nádorovou imunitou a mechanismy virové onkogeneze. Byl také autorem řady vysokoškolských i středoškolských učebnic.
Je autorem publikace Mendelismus-morganismus ve vztahu k socialistické vědě vydané v roce 1951, ve které označil Mendelovy zákony dědičnosti za klaristické a tendenční. Naopak v ní vyzdvihuje úsilí tehdejších sovětských vědců a kvality mičurinské biologie. 